# International Rally Challenge 2006
International Rally Challenge 2006 seria zawodów rajdowych w 2006 roku, który był sezonem inauguracyjnym. W następnych latach nazwa przemianowana Intercontinental Rally Challenge. Sezon składał się z czterech rund i rozpoczął się 26 maja rajdem Zulu South Africa, a zakończył się 16 września Rajdem Sanremo. Najlepszym zawodnikiem na koniec sezony był Włoch Giandomenico Basso jeżdżący samochodem Fiat Grande Punto Abarth S2000.

## Kalendarz[1]
| Rounda | Data           | Rajd                   | Nawierzchnia | Wyniki |
| ------ | -------------- | ---------------------- | ------------ | ------ |
| 1      | 26–27 maja     | Rajd Zulu South Africa | szuter       | Wyniki |
| 2      | 23–24 czerwca  | Rajd Ypres             | asfalt       | Wyniki |
| 3      | 3–5 sierpnia   | Rajd Madery            | asfalt       | Wyniki |
| 4      | 14–16 września | Rajd San Remo          | asfalt       | Wyniki |

## Wyniki[1]
| Runda | Rajd                        | Podium | Podium             | Podium            | Podium                         | Podium    |
| Runda | Rajd                        | Msc.   | Kierowca           | Pilot             | Samochód                       | Czas      |
| ----- | --------------------------- | ------ | ------------------ | ----------------- | ------------------------------ | --------- |
| 1     | Rajd Zulu 25-27 maja        | 1      | Alister McRae      | Gordon Noble      | Mitsubishi Lancer Evo VIII     | 2:31:48,0 |
| 1     | Rajd Zulu 25-27 maja        | 2      | Enzo Kuun          | Guy Hodson        | Volkswagen Polo S2000          | 2:32:44,0 |
| 1     | Rajd Zulu 25-27 maja        | 3      | Etienne Lourens    | Andre Vermeulen   | Toyota Corolla S2000           | 2:36:20,0 |
| 2     | Rajd Ypres 23-24 lipca      | 1      | Giandomenico Basso | Mitia Dotta       | Fiat Grande Punto Abarth S2000 | 2:49:23.6 |
| 2     | Rajd Ypres 23-24 lipca      | 2      | Kris Princen       | Eddie Chevaillier | Renault Clio S1600             | 2:50:14.2 |
| 2     | Rajd Ypres 23-24 lipca      | 3      | Larry Cols         | Filip Godde       | Mitsubishi Lancer Evo IX       | 2:50:19.1 |
| 3     | Rajd Madery 3-5 sierpnia    | 1      | Giandomenico Basso | Mitia Dotta       | Fiat Grande Punto Abarth S2000 | 3:07:23,4 |
| 3     | Rajd Madery 3-5 sierpnia    | 2      | Armindo Araújo     | Miguel Ramalho    | Mitsubishi Lancer Evo IX       | 3:08:38,2 |
| 3     | Rajd Madery 3-5 sierpnia    | 3      | Fernando Peres     | José Pedro Silva  | Mitsubishi Lancer Evo IX       | 3:10:15,0 |
| 4     | Rajd Sanremo 15-17 września | 1      | Paolo Andreucci    | Anna Andreussi    | Fiat Grande Punto Abarth S2000 | 1:12:55,0 |
| 4     | Rajd Sanremo 15-17 września | 2      | Andrea Aghini      | Dario D'Esposito  | Subaru Impreza                 | 1:13:09,2 |
| 4     | Rajd Sanremo 15-17 września | 3      | Renato Travaglia   | Lorenzo Granai    | Mitsubishi Lancer Evo IX       | 1:13:20,3 |

## Klasyfikacja kierowców[1]
| Msc | Kierowca             | RSA | YPR | MAD | ITA | Pkt |
| --- | -------------------- | --- | --- | --- | --- | --- |
| 1   | Giandomenico Basso   |     | 1   | 1   |     | 20  |
| 2   | Alister McRae        | 1   |     |     |     | 10  |
| 2   | Paolo Andreucci      |     |     |     | 1   | 10  |
| 4   | Enzo Kuun            | 2   |     |     |     | 8   |
| 4   | Kris Princen         |     | 2   |     |     | 8   |
| 4   | Armindo Araujo       |     |     | 2   |     | 8   |
| 4   | Andrea Aghini        |     |     |     | 2   | 8   |
| 8   | Simon Jean-Joseph    |     |     | 5   | 5   | 8   |
| 9   | Renato Travaglia     |     |     | 8   | 3   | 7   |
| 10  | Etienne Lourens      | 3   |     |     |     | 6   |
| 10  | Larry Cols           |     | 3   |     |     | 6   |
| 10  | Fernando Peres       |     |     | 3   |     | 6   |
| 13  | Robbie Head          | 4   |     |     |     | 5   |
| 13  | Freddy Loix          |     | 4   |     |     | 5   |
| 13  | Bruno Magalhães      |     |     | 4   |     | 5   |
| 13  | Piero Longhi         |     |     |     | 4   | 5   |
| 17  | Hergen Fekken        | 5   |     |     |     | 4   |
| 17  | Bernd Casier         |     | 5   |     |     | 4   |
| 19  | Fernando Rueda       | 6   |     |     |     | 3   |
| 19  | Urmo Aava            |     | 6   |     |     | 3   |
| 19  | Gilles Panizzi       |     |     | 6   |     | 3   |
| 19  | Andrea Navarra       |     |     |     | 6   | 3   |
| 23  | Nicholas Ryan        | 7   |     |     |     | 2   |
| 23  | Enrique García Ojeda |     | 7   | NU  | 13  | 2   |
| 23  | Filipe Freitas       |     |     | 7   |     | 2   |
| 23  | Denis Colombini      |     |     |     | 7   | 2   |
| 27  | Jean-Pierre Damseaux | 8   |     |     |     | 1   |
| 27  | Bob Colsoul          |     | 8   |     |     | 1   |
| 27  | Luca Rossetti        |     |     |     | 8   | 1   |
| Msc | Kierowca             | RSA | YPR | MAD | ITA | Pkt |

| Kolor     | Opis                   |
| --------- | ---------------------- |
| Złoty     | Zwycięzca              |
| Srebrny   | 2. miejsce             |
| Brązowy   | 3. miejsce             |
| Zielony   | Punktowane miejsce     |
| Niebieski | Ukończył nie punktował |
| Fioletowy | Nie ukończył NU        |
| Czarny    | Wykluczony X           |
| Biały     | Nie wystartował NW     |
| Puste     | Nie brał udziału       |